# Kenneth Leeuwin
Pour les articles homonymes, voir Leeuwin.
Né à Paramaribo, au Suriname, Kenneth Leeuwin est un karatéka néerlandais connu pour avoir été titré champion du monde en kumite individuel masculin moins de 75 kilos aux championnats du monde de karaté 1986 à Sydney, en Australie.

## Résultats
| Résultat      | Date | Épreuve                   | Catégorie | Compétition                | Ville hôte           |
| ------------- | ---- | ------------------------- | --------- | -------------------------- | -------------------- |
| Médaille d'or | 1986 | Kumite individuel - 75 kg | Seniors   | Championnats du monde 1986 | Sydney, en Australie |